# تاریخ کره کمبریج
تاریخ کره کمبریج (به انگلیسی: The Cambridge History of Korea) کتابی چهار جلدی در زمینه تاریخ کره است که توسط انتشارات دانشگاه کمبریج چاپ شده است.

## منبع
- ویکی پدیای انگلیسی